# Live at Carnegie Hall 1963
Albums de Bob Dylan
Live at the Gaslight 1962
(2005) Modern Times
(2006)
Live at Carnegie Hall 1963 est un EP live de Bob Dylan sorti en 2005. Les chansons ont été enregistrées le 26 octobre 1963 au Carnegie Hall à New York.
Quatre autres chansons ont été jouées ce soir là, mais sont disponibles sur d'autres compilations : Talkin' John Birch Paranoid Blues et Who Killed Davey Moore? sont sorties sur The Bootleg Series Volumes 1-3 (Rare and Unreleased) 1961-1991, alors que A Hard Rain's a-Gonna Fall et When the Ship Comes In sont parues sur The Bootleg Series Vol. 7.
La version studio de Lay Down Your Weary Tune est disponible sur le coffret Biograph.

## Titres
Toutes les chansons sont de Bob Dylan.
1. The Times They Are a-Changin' – 4:04
2. Ballad of Hollis Brown – 6:03
3. Boots of Spanish Leather – 5:39
4. Lay Down Your Weary Tune – 5:04
5. North Country Blues – 4:16
6. With God on Our Side – 6:48